# Popocatépetl, Puebla
Popocatépetl är en ort i Mexiko.   Den ligger i kommunen Huejotzingo och delstaten Puebla, i den sydöstra delen av landet, 70 km sydost om huvudstaden Mexico City. Popocatépetl ligger 2 635 meter över havet och antalet invånare är 256.
Terrängen runt Popocatépetl är lite bergig, och sluttar brant österut. Runt Popocatépetl är det ganska glesbefolkat, med 50 invånare per kvadratkilometer. Närmaste större samhälle är San Martin Texmelucan de Labastida, 18,4 km norr om Popocatépetl. I omgivningarna runt Popocatépetl växer huvudsakligen savannskog.